# Mesura exterior
En el camp matemàtic de la teoria de la mesura, una mesura exterior és una funció definida en tots els subconjunts d'un conjunt que pren valors en la recta real estesa i que satisfà certes condicions tècniques addicionals. La teoria de mesures exteriors va ser introduïda per Constantin Carathéodory per proporcionar un base abstracta per a la teoria de conjunts mesurables i mesures numerablement additives. L'obra de Carathéodory de mesures exteriors va trobar moltes aplicacions en la teoria de conjunts des del punt de vista de la mesura (per exemple, s'utilitzen mesures exteriors en la demostració del teorema d'extensió de Carathéodory), i Hausdorff la va utilitzar de forma essencial per definir la mètrica "dimensional" invariant avui coneguda com dimensió de Hausdorff-Bezikóvitx. S'utilitzen habitualment mesures exteriors en el camp de la teoria de la mesura geomètrica.
Les mesures són generalitzacions de la longitud, l'àrea i el volum, però també són útils per conjunts més abstractes i irregulars que els intervals en {\displaystyle \mathbb {R} } o boles en {\displaystyle \mathbb {R} ^{3}}. Es pot voler definir una funció de mesura generalitzada {\displaystyle \varphi } en {\displaystyle \mathbb {R} } que compleixi els següents requeriments:
1. Tot interval dels reals {\displaystyle [a,b]} té mesura {\displaystyle b-a}
2. La funció de mesura {\displaystyle \varphi } és una funció que pren valors en la recta real estesa definida per a tots els subconjunts de {\displaystyle \mathbb {R} }.
3. Invariància de translació: per tot conjunt {\displaystyle A} i tot {\displaystyle x} real, els conjunts {\displaystyle A} i {\displaystyle A+x=\{a+x:a\in A\}} tenen la mateixa mesura
4. Additivitat numerable: per tota seqüència {\displaystyle (A_{j})} de subconjunts disjunts dos a dos de {\displaystyle \mathbb {R} }

{\displaystyle \varphi \left(\bigcup _{i=1}^{\infty }A_{i}\right)=\sum _{i=1}^{\infty }\varphi (A_{i}).}
Resulta que aquests requeriments són condicions incompatibles; vegeu conjunt no mesurable. L'objectiu de construir una mesura exterior en tots els subconjunts de {\displaystyle X} és agafar un classe de subconjunts (que es diran mesurables) per tal de satisfer la propietat d'additivitat numerable.

## Definició
Donat un conjunt {\displaystyle X,} sigui {\displaystyle 2^{X}} la col·lecció de tots els subconjunts de {\displaystyle X,} inclòs el conjunt buit {\displaystyle \varnothing .} Una mesura exterior en {\displaystyle X} és la funció de conjunts
{\displaystyle \mu :2^{X}\to [0,\infty ]}
tal que 
- conjunt buit nul: {\displaystyle \mu (\varnothing )=0}
- subadditivitat numerable: per subconunts arbitraris {\displaystyle A,B_{1},B_{2},\ldots } de {\displaystyle X,}{\displaystyle {\text{if }}A\subseteq \bigcup _{j=1}^{\infty }B_{j}{\text{ llavors }}\mu (A)\leq \sum _{j=1}^{\infty }\mu (B_{j}).}

Noti's que no hi ha cap subtilesa sobre el sumatori infinit en aquesta definició. Com que se suposa que tots els sumands són no negatius, la seqüència de sumes parcials només podria divergir si creixés sense fita. Així doncs, la suma infinita que apareix en la definició sempre serà un element ben definit de {\displaystyle [0,\infty ].} Si, en canvi, es permetés que la mesura exterior prengués valors negatius, la seva definició hauria de ser modificada per tenir en compte la possibilitat de sumatoris infinits no convergents.
Definició alternativa i equivalent. Alguns llibres de text, com ara Halmos (1950), defineixen la mesura exterior en {\displaystyle X} com la funció {\displaystyle \mu :2^{X}\to [0,\infty ]} tal que
- conjunt buit nul: {\displaystyle \mu (\varnothing )=0}
- monotonia: si {\displaystyle A} i {\displaystyle B} són subconjunts de {\displaystyle X} amb {\displaystyle A\subseteq B,} llavors {\displaystyle \mu (A)\leq \mu (B)}
- per subconjunts arbitraris {\displaystyle B_{1},B_{2},\ldots } de {\displaystyle X,}{\displaystyle \mu \left(\bigcup _{j=1}^{\infty }B_{j}\right)\leq \sum _{j=1}^{\infty }\mu (B_{j}).}